# Charles Patoshik
Charles Patoshik az amerikai Szökés című sorozat egyik kitalált szereplője, akit Silas Weir Mitchell alakít. Beceneve: Zakkant (az eredetiben: Haywire). A karaktert a Fox River börtön elmegyógyintézetének egyik rabjaként ismerjük meg, aki a későbbiekben Michael cellatársa lesz.

## Háttér
Patoshik matematikából doktorált a Harvardon és négyszer nyerte el az 'év matematikusa' díjat. A túlzott tanulás folyamán kezdtek nála jelentkezni a megőrülés jelei. Ennek következtében agyonlőtte az apját, Charlest és az anyját, Cathrine-t egy shotgunnal. Ez előtt semmilyen jelet nem mutatott az ilyen viselkedésre és dolgokra (azt állította, hogy semmire sem emlékszik a gyilkosságból). Későbbi epizódokból kiderült, hogy az apja alkoholista volt és verte Charles-t. Ezek után került a Fox River Elmegyógyintézetébe, innen kapta a 'Zakkant' nevet. Az FBI fájlja szerint tömegiszonya is van.

## Szerepek

### 1. évad
Először akkor láthatjuk, amikor Michael Sucre helyett új cellatársat kap, méghozzá Zakkantat. Mivel Charles olyan betegségben szenved, amitől nem tud aludni, nehezíti Michaelt a terve megvalósításában. Sőt, később rájön, hogy cellatársa testén egy tervrajz van, amivel meg akar szökni. Így Michael megfejeli a falat és azt mondja az őröknek, Zakkant tette, így visszakerül a "dilisek" közé.
Később, amikor Michael testéről leég egy fontos tervrajz, Zakkanttól kér segítséget, rajzolja le a hiányzó darabot. Cserébe Charles azt kéri, hadd szökhessen ő is. Michael ezt megígéri, ám miután megvan a hiányzó darab, magára hagyja Zakkantat. Az évad végén, amikor a csapat a gyengélkedőről szökik, Zakkant jelenik meg és megfenyegeti őket: ha nem mehet velük, riasztja az őröket. Így ő is megszökik, ám odakinn magára marad, végső elkeseredésében ellopja egy kislány kerékpárját és azzal indul útnak.

### 2. évad
Zakkant a szökése után néhány nappal egy gyorsétteremben tűnik fel, ahol is mindenféle finomsággal tömi meg magát. Később betör egy házba, hogy megkajáljon, akkor lát meg egy képet a falon, ami Hollandiát ábrázolja. Ekkor elhatározza, el fog jutni oda. Így tutajépítésbe kezd (építőanyagnak fát használ), ám elkövet egy nagy hibát: embert öl, így később rábukkan Bellick. Egy mezőgazdasági épület egyik tornyába menekül fel, ahol később Mahone rábeszéli: ha megöli magát, nem kell visszamennie a börtönbe. Zakkant így is tesz, leveti magát a magasból, és szörnyethal.

### 3. évad
Ebben az évadban minimális szerepe van: mikor Mahone-nak elfogy a gyógyszere a Sonában, az ő szellemét kezdi el látni.